# Lule skärgård

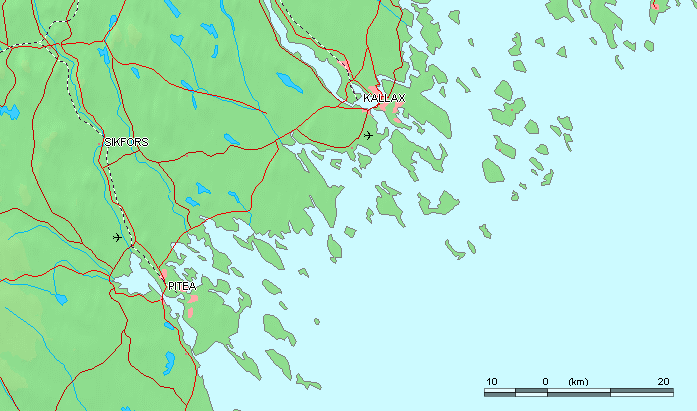
Karta över Lule skärgård.

Lule skärgård är den del av Norrbottens skärgård som är belägen vid Luleå. De andra delarna är Pite skärgård, Kalix skärgård och Haparanda skärgård. I Lule skärgård finns mer än 1 312 öar, spridda över ett relativt stort område. Några öar har bofast befolkning som till exempel Brändön, Hindersön, Kallaxön, Långön, Sandön, och Stor-Brändön. Andra öar i skärgården är Bergön, Junkön, Husören, Nagelskär, Båtöharun, Hamnön och Estersön.
Lule skärgård är en brackvattenskärgård, vilket gör den speciell med unik flora och fauna. Det nordliga läget gör också att sommarljuset samt vintermörkret ger skärgården unika förhållanden med till exempel metertjocka isar vintertid. 
Medeldjupet är bara strax under tio meter och skärgårdens utseende förändras årligen på grund av postglacial landhöjning. Enbart Luleå kommun ökar sin yta årligen med mer än två kvadratkilometer. Havsnivåhöjningen till följd av den globala uppvärmningen modifierar dock landhöjningen och reducerar ytökningen.
På Rödkallen, Småskär och Brändöskär finns bland fiskebodarna kapell från tidigare århundraden. Sommartid firas fortfarande högtider i dessa kapell.
Vintertid plogas totalt 37 km isväg i Lule skärgård, till öarna Hindersön, Stor-Brändön, Långön, Sandön, Junkön, Kallaxön, och Bergön.

## Öar i Lule skärgård
- Antnäs Börstskär
- Bergön
- Biskopsholmen
- Brändöskär
- Brändön
- Båtöharun
- Degerön
- Estersön
- Hamnön
- Hindersön
- Husören
- Junkön
- Kallaxön
- Kluntarna
- Mannön
- Nagelskär
- Rödkallen
- Småskär
- Sandskärshällan
- Sandön
- Sigfridsön
- Stor-Brändön
- Vattungen
- Ytterstholmen
- Äggrundet, en liten ö i Fjuksöfjärden , väster om Fjuksön.
- Kälkholmen